# Cyperus imbecillis
Cyperus imbecillis är en halvgräsart som beskrevs av Robert Brown. Cyperus imbecillis ingår i släktet papyrusar, och familjen halvgräs. Inga underarter finns listade i Catalogue of Life.